# ドイツ物理学会
ドイツ物理学会（ドイツぶつりがっかい、英語：Deutsche Physikalische Gesellschaft、略称：DPG）は、2012年現在62,000人の会員を有する、世界最大で長い歴史をもつドイツの物理学会である。1845年1月14日にハインリヒ・グスタフ・マグヌスらによってベルリン物理学会として創立された。創立メンバーにはエミル・デュ・ボア＝レイモンやエルンスト・ブリュッケがいた。1899年にドイツ物理学会の名になった。東西ドイツ分裂によって、2つに分かれたが、1990年に統一された。
学会のシンボルマークは、量子力学にて波動関数の記号によく使われるΦ（ファイ）の字に似ていると思われるが、小文字のdとpを組み合わせたものと考えるのが妥当である。

## 賞
ドイツ物理学会は理論物理学の分野の業績にたいして、マックス・プランク・メダルを、実験物理学の分野にたいして、シュテルン＝ゲルラッハ・メダルを、若手の科学者に対してグスタフ・ヘルツ賞などを授与している。
ドイツ化学会とフランクフルト市と共同でオットー・ハーン賞も授与している。

## 歴代会長一覧
- 1845-1847:グスタフ・カーステン
- 1847-1878:エミル・デュ・ボア＝レイモン
- 1878-1895:ヘルマン・フォン・ヘルムホルツ
- 1895-1897:Wilhelm von Bezold
- 1897-1899:エミール・ワールブルク
- 1899-1905:エミール・ワールブルク
- 1905-1906:マックス・プランク
- 1906:パウル・ドルーデ
- 1906-1907:マックス・プランク
- 1907-1908:ハインリヒ・ルーベンス
- 1908-1909:マックス・プランク
- 1909-1910:ハインリヒ・ルーベンス
- 1910-1912:Ferdinand Kurlbaum
- 1912-1914:ハインリヒ・ルーベンス
- 1914-1915:フリッツ・ハーバー
- 1915-1916:マックス・プランク
- 1916-1918:アルベルト・アインシュタイン
- 1918-1919:マックス・ヴィーン
- 1919-1920:アーノルト・ゾンマーフェルト
- 1920-1922:ヴィルヘルム・ヴィーン
- 1922-1924:F. Himstedt
- 1924-1925:マックス・ヴィーン
- 1925-1927:フリードリッヒ・パッシェン
- 1927-1929:H. Konen
- 1929-1931:Egon von Schweidler
- 1931-1933:マックス・フォン・ラウエ
- 1933-1935:Karl Mey
- 1935-1937:Jonathan Zenneck
- 1937-1939:ピーター・デバイ
- 1939-1940:Jonathan Zenneck
- 1940-1945:Carl Ramsauer
- 1950-1951:Jonathan Zenneck
- 1952-1953:Karl A. Wolf
- 1954:Richard Becker
- 1955:Karl A. Wolf
- 1956-1957:ヴァルター・ゲルラッハ
- 1958-1959:Ferdinand Trendelenburg
- 1960-1961:Wilhelm Walcher
- 1962-1963:Konrad Ruthardt
- 1964-1965:Friedrich Bopp
- 1966-1967:Konrad Finkelnburg
- 1968-1969:Martin Kersten
- 1970-1971:Karl Ganzhorn
- 1972-1973:Werner Buckel
- 1974-1975:Otto Koch
- 1976-1977:Hans-Joachim Queisser
- 1978-1979:ハインリッヒ・ヴェルカー
- 1980-1981:Horst Rollnik
- 1982-1983:Hans-Joachim Schmidt-Tiedemann
- 1984-1986:Joachim Treusch
- 1986-1988:Joachim Trümper
- 1988-1990:Otto G. Folberth
- 1990-1992:Theo Mayer-Kuckuk
- 1992-1994:Herwig Schopper
- 1994-1996:Hans-Günter Danielmeyer
- 1996-1998:Markus Schwoerer
- 1998-2000:Alexander M. Bradshaw
- 2000-2002:Dirk Basting
- 2002-2004:Roland Sauerbrey
- 2004-2006:クヌート・ウルバン
- 2006-2008:Eberhard Umbach
- 2008-2010:Gerd Litfin
- 2010-2012:Wolfgang Sandner
- 2012-2014:Johanna Stachel
- 2016-2018: Rolf-Dieter Heuer
- 2018-2020: Dieter Meschede
- 2020-2022: Lutz Schröter